# Count Arthur Strong
Count Arthur Strong is een Britse sitcom over de graaf Arthur Strong (Steve Delaney), een oude komiek en acteur die geen werk heeft. De serie is bedacht en geschreven door Steve Delaney en Graham Linehan. De eerste aflevering werd op 8 juli 2013 uitgezonden op BBC Two.

## Verhaal
De graaf Arthur Strong (Steve Delaney) vormde een komisch duo met Max Baker in de revue. Max stopte met het duo en werd een legende. Wanneer Max Baker overlijdt, vindt de uitgeverij het een goed idee dat zijn zoon Michael Baker (Rory Kinnear) een biografie over zijn beroemde vader schrijft. Michael zoekt Arthur op om meer over zijn vader te weten te komen, maar wordt al snel in de wereld van Arthur getrokken.
Zo ontmoeten ze elkaar in Arthur zijn vaste café dat wordt uitgebaat door Bulent (Chris Ryman) en zijn zus Sinem (Zahra Ahmadi). Vaste gasten zijn John the Watch (Andy Linden), een vriend van Arthur, Katya (Ruth Posner), Arthurs grootste fan en Eggy (Dave Plimmer).

## Productie
Steve Delaney bedacht het karakter Count Arthur Strong in de jaren 80 toen hij op de toneelschool zat. In 1997 bracht hij het karakter opnieuw tot leven bij het Edinburgh Fringe. In 2005 kreeg het karakter bij BBC Radio 4 een eigen radioprogramma: Count Arthur Strong's Radio Show!
Graham Linehan was onder de indruk toen hij een aflevering van het radioprogramma hoorde. Hierna bekeek hij een dvd van het optreden van Delaney tijdens de Edinburgh Fringe in 2002 en zag wat Delaney met het karakter deed. Linehan zocht contact om samen te werken, iets waar Delaney positief tegenover stond.
De eerste poging van Linehan en Delaney om het personage Count Arthur Strong naar de televisie te brengen was in de vorm van een nepquiz. Arthur Strong zou een incompetente presentator zijn met acteurs die de kandidaten zouden spelen. De comedy-afdeling van de BBC vond het idee van een nepquiz niet werken na het zien van de pilotaflevering. Delaney en Linehan waren het met de BBC eens. De pilotaflevering heette Count Arthur Strong's Entertainment Game en werd in juli 2010 opgenomen.
Voor de sitcom moest Delaney zijn personage een reboot geven. In de radioserie was het personage de ene week best bekend en de week erop wist niemand wie hij was. Hierdoor moesten ze een keuze maken hoe bekend Arthur Strong was. Een andere verandering was dat ze hem met andere personages laten omgaan die verschillende kanten van hem zouden laten zien. Hierdoor werden de personages uit de radioserie eruit geschreven en de huidige personages in het café bedacht. In de eerste versie voelde Arthur Strong zich beter dan de rest, maar tijdens het schrijven bleek dat de graaf veel om de mensen uit het café gaf.
In mei 2012 maakte de BBC bekend dat ze een seizoen van zes afleveringen van de sitcom Count Arthur Strong hadden besteld. De opnames van het eerste seizoen vonden plaats in januari en februari 2013.
Een dag na het uitzenden van de eerste aflevering maakte de BBC bekend dat er een tweede seizoen wordt gemaakt bestaande uit zeven afleveringen. Het tweede seizoen werd opgenomen in juni en juli 2014. In november 2014 maakte de BBC bekend dat het tweede seizoen van de serie niet op BBC Two maar op BBC One in 2015 zou worden uitgezonden.

## Rolverdeling
| Acteur        | Personage           | Opmerkingen |
| ------------- | ------------------- | --- |
| Steve Delaney | Count Arthur Strong | Oude acteur en komiek die denkt dat hij nog in de showbizz zit en graag zijn talenten wil laten zien als hij maar een publiek heeft |
| Rory Kinnear  | Michael Baker       | Zoon van legende Max Baker waar hij geen goede band mee had. Door het schrijven van een biografie ontmoet hij Arthur.               |
| Chris Ryman   | Bulent              | Opvliegende Turkse uitbater van het café.                                                                                           |
| Zahra Ahmadi  | Sinem               | Zus van Bulent en werkt ook in het café alhoewel het niets voor haar is.                                                            |
| Andy Linden   | John the Watch      | John zit altijd in het café met zijn zonnebril op. Verder houdt hij zich bezig met paardenraces.                                    |
| Ruth Posner   | Katya               | De Poolse Katya is vaste gast van het café en is de grootste fan van Arthur, al heeft ze nooit een optreden afgekeken.              |
| Dave Plimmer  | Eggy                | Eggy heeft een obsessie met eieren en gelooft in complottheorieën.                                                                  |

## Afleveringen

### Seizoen 1
| Nr. | Aflevering | Titel               | Schrijver(s)                   | Regisseur      | Uitzenddatum     |  |
| --- | ---------- | ------------------- | ------------------------------ | -------------- | ---------------- |  |
| 1 | 1          | Memory Man          | Steve Delaney & Graham Linehan | Graham Linehan | 8 juli 2013      |  |
| Na de dood van Max Baker zoekt zijn zoon Michael de oude komediepartner Count Arthur Strong op. Die voert meteen zijn act als man met het goed geheugen op. |            |                     |                                |                |                  |  |
| 2 | 2          | Arthur.com          | Steve Delaney & Graham Linehan | Graham Linehan | 15 juli 2013     |  |
| Sinem vindt dat Michael iets terug moet doen voor alle informatie die Arthur hem geeft voor zijn boek. Michael besluit Arthur op het internet aan te sluiten, iets wat in chaos ontaardt in het café. Michael en Arthur doen ook een Jack the Ripper-tour vanuit een ijscowagen. |            |                     |                                |                |                  |  |
| 3 | 3          | The Radio Play      | Steve Delaney & Graham Linehan | Graham Linehan | 22 juli 2013     |  |
| Arthur krijgt een rol in een hoorspel. Tijdens de repetities grijpt hij zijn kans om de hoofdrol over te nemen. Michael moet thuis bij Arthur wachten omdat een bank wordt bezorgd, iets wat niet zonder slag of stoot gaat.                                                     |            |                     |                                |                |                  |  |
| 4 | 4          | Arthur's Big Moment | Steve Delaney & Graham Linehan | Graham Linehan | 30 juli 2013     |  |
| Doordat er rellen zijn rondom het café moeten de vaste bezoekers zich verschuilen in een achterkamer. Arthur probeert de stemming erin te houden door zijn musical-act op te voeren, iets wat de anderen proberen tegen te houden.                                               |            |                     |                                |                |                  |  |
| 5 | 5          | Doctor Two          | Steve Delaney & Graham Linehan | Graham Linehan | 6 augustus 2013  |  |
| Een hondenbeet leidt tot een ziekenhuisbezoek voor Arthur en Michael. Arthur ontdekt dat hij in een nieuwe fase van zijn carrière is beland. |            |                     |                                |                |                  |  |
| 6 | 6          | Seance              | Steve Delaney & Graham Linehan | Graham Linehan | 13 augustus 2013 |  |
| Door in contact te komen met een oude vriend komen Arthur en Michael erachter dat afscheid nemen moeilijk is. |            |                     |                                |                |                  |  |

### Seizoen 2
| Nr. | Aflevering | Titel                        | Schrijver(s)                   | Regisseur                      | Uitzenddatum     |  |
| --- | ---------- | ---------------------------- | ------------------------------ | ------------------------------ | ---------------- |  |
| 7 | 1          | The Heist                    | Steve Delaney & Graham Linehan | Graham Linehan & Richard Boden | 6 januari 2015   |  |
| Michael heeft moeite met schrijven en besluit terug te keren naar het café. Daar hoort hij dat Arthur een boek heeft geschreven. Michael geeft het manuscript aan zijn literair agent maar krijgt dan van Arthur te horen dat het gebaseerd is op hem en de agent. Michael en Arthur besluiten dan om het manuscript terug te halen. |            |                              |                                |                                |                  |  |
| 8 | 2          | The Day The Clocks Went Back | Steve Delaney & Graham Linehan | Graham Linehan & Richard Boden | 13 januari 2015  |  |
| Op de dag dat de tijd een uur terug gaat, sluit Bulent zijn café, want Arthur doet dan vreemder dan normaal. Michael besluit Arthur een vliegles te geven en brengt hem naar het vliegveld. Door een misverstand denkt een andere leerling dat Arthur de instructeur is en gaan ze de lucht in.                                      |            |                              |                                |                                |                  |  |
| 9 | 3          | We're Listening              | Steve Delaney & Graham Linehan | Graham Linehan & Richard Boden | 20 januari 2015  |  |
| Als Arthur door nachtelijke wegwerkzaamheden niet kan slapen, besluit hij mee te doen aan de lokale verkiezingen. John wordt hoofd beveiliging, Eggy gaat over gezondheidszaken en Michael wordt aangesteld als communicatiemedewerker. Vooral het feit dat Arthur dankzij Eggy niets kan horen levert hem een hoop stemmen op.      |            |                              |                                |                                |                  |  |
| 10 | 4          | Stuck In The Middle With You | Steve Delaney & Graham Linehan | Graham Linehan & Richard Boden | 27 januari 2015  |  |
| Eggy is opgelicht door een loodgieter en diezelfde loodgieter belt nu bij Arthur aan. Bulent probeert de ander ervan te overtuigen dat Arthur niet zo onschuldig is als hij lijkt. Hij lijkt gelijk te krijgen als de loodgieter met geen mogelijkheid meer uit het huis van Arthur komt.                                            |            |                              |                                |                                |                  |  |
| 11 | 5          | Still Life                   | Steve Delaney & Graham Linehan | Graham Linehan & Richard Boden | 3 februari 2015  |  |
| Als er een documentaire over schrijvers wordt gemaakt en ook Michael gevraagd wordt, probeert hij Arthur uit deze documentaire te houden. Arthur start een nieuwe carrière als levend standbeeld. Michael probeert om minder saai over te komen en bedenkt een nieuwe sport: extreem wandelen.                                       |            |                              |                                |                                |                  |  |
| 12 | 6          | The Affair                   | Steve Delaney & Graham Linehan | Graham Linehan & Richard Boden | 10 februari 2015 |  |
| Arthur moet tijdelijk bij Michael logeren. Hierdoor trekt Michael steeds meer naar John toe, iets wat de jaloezie van Arthur opwekt. Sinem houdt een kringgesprek om de gemoederen weer tot bedaren te brengen. |            |                              |                                |                                |                  |  |
| 13 | 7          | Fame At Last                 | Steve Delaney & Graham Linehan | Graham Linehan & Richard Boden | 17 februari 2015 |  |
| Het stijgt Arthur naar zijn hoofd als hij op televisie verschijnt als medium. Michael krijgt goed nieuws te horen, een Amerikaanse filmmaker wil van zijn hulp gebruikmaken. Hierdoor moet hij kiezen tussen zijn werk en Sinem. |            |                              |                                |                                |                  |  |